# Малик-Преславець
Ма́лик-Пресла́вець (болг. Малък Преславец) — село в Силістринській області Болгарії. Входить до складу общини Главиниця.

## Населення
За даними перепису населення 2011 року у селі проживали 299 осіб, з них 260 осіб (97,4%) — болгари.
Розподіл населення за віком у 2011 році:
Динаміка населення: